# Termoterapie
Termoterapie je léčebná procedura, při které je teplo do organismu přiváděno (termoterapie pozitivní), nebo je z organismu odváděno (termoterapie negativní). Většina terapeutických aplikací tepla spadá do oboru fyziatrie, některé metody jsou však předmětem zájmu dermatologie nebo onkologie.

## Terapeutický přívod tepla
Aplikace tepla vede k vazodilataci (zvětšení průsvitu cév) a tím ke zlepšení prokrvení. Obecně platí, že se v ohřívaných tkáních zvyšuje intenzita metabolismu a tím i intenzita probíhajících reakcí imunitního systému. Předpokládá se, že přívod tepla zlepšuje popř. žádoucím způsobem urychluje probíhající zánětlivé procesy, působí proti bolestem a křečím. Vyšší teploty pak mohou relativně selektivním způsobem poškozovat nádorové buňky. Teplo lze aplikovat několika způsoby.

### Lokální aplikace
Lokální aplikace tepla je nejběžnější metodou aplikace tepla. Používá se velmi často i v lidové medicíně. Podle vlastního provedení rozlišujeme aplikaci kontaktní, při které pacient přichází do styku s ohřívadlem, a bezkontaktní, kdy je od ohřívadla fyzicky oddálen.

#### Kontaktní ohřev

##### Přiložený zdroj tepla
Kontaktní ohřev není obvykle ničím jiným než teplým obkladem. Ohřívají se především povrchové struktury. Používá se především k mírnění bolesti při některých zánětlivých onemocnění. Teplý obklad může uspíšit i vyzrávání abscesu a učinit jej tak vhodným pro chirurgický zákrok.

##### Ohřev elektrickým proudem
Při průchodu elektrického proudu vodičem se uvolňuje teplo podle Jouleova zákona:
{\displaystyle Q=RI^{2}}
Protože stejnosměrný elektrický proud vyvolává elektrochemickou reakci a proud o nízkých frekvencích dráždí svaly a nervy, používá se k ohřevu střídavého proudu o frekvenci v řádu nejméně 101 kHz.
Ohřev elektrickým proudem probíhá mezi elektrodami, ovlivněn je především konfigurací tkáně mezi elektrodami a její vodivostí. Metoda se používá především ve fyziatrii k rehabilitaci.

#### Bezkontaktní ohřev
Bezkontaktní ohřev nevyžaduje kontakt s tělem pacienta, ohřívají se hlouběji uložené struktury. V učebnicích fyzikální medicíny se někdy metodám bezkontaktního ohřevu připisují i další biologické účinky, pro ty ovšem neexistuje žádný biofyzikální substrát a nikdy se je nepodařilo rigorózními prostředky prokázat. Ohřevu tkání na nižší teplotu se využívá v rehabilitaci s cílem podobným jako u kontaktního ohřevu, ovšem s cílením na hlouběji uložené struktury, např. svaly nebo šlachy. K bezkontaktnímu ohřevu je využíváno několik fyzikálních principů:

##### Ohřev v kondenzátorovém poli
Princip je založen na dielektrických vlastnostech tkání. Vlastní aplikátor jsou vlastně dvě desky kondenzátoru, na které je přiváděno poměrně vysoké střídavé napětí. Díky tomu se mezi deskami objeví časově proměnné elektrické pole o poměrně vysoké intenzitě. V elektrickém poli se dielektrika polarizují a tím se část energie pole mění na tepelnou energii. Protože je pole střídavé, polarizace dielektrika neustává a následuje vnější pole. Tím je zajištěn trvalý ohřev.
Ohřev probíhá v celé části těla ležící mezi deskami, teplo dodané jednotlivým částem je úměrné především relativní permitivitě jednotlivých částí. Metoda se používá především ve fyziatrii k rehabilitaci.

##### Indukční ohřev
Princip této metody ohřevu je založen na vodivosti tkání. Je-li vodič umístěn do časově proměnného magnetického pole, indukuje se v něm napětí (elektromagnetická indukce). Jde-li o objemový vodič, indukované napětí vede k tomu, že vodičem teče elektrický proud, hovoříme o tzv. vířivých proudech. Tyto proudy jsou odpovědné za vlastní ohřev.
Aplikátor je vlastně cívka, do jejíž dutiny je zasouvána část těla, která má být ohřívána. Ohřívána je opět celá část těla, ohřev jednotlivých tkání pak závisí na jejich vodivosti a na jejich magnetické susceptibilitě. Metoda se používá především ve fyziatrii k rehabilitaci.
Prozatím spíše experimentální modifikací je infiltrace konkrétní části těla nanočásticemi obsahujícími feromagnetickou látku. V magnetickém poli se bude tato část ohřívat mnohem více než neinfiltrované tkáně, které jsou paramagnetické. V infiltrované části může dojít až k tepelné destrukci. Potenciálním využitím je především terapie nádorů.

##### Mikrovlnný ohřev
Další metodou je využití mikrovlnného záření. Pomocí mikrovlnných aplikátorů lze účinek poměrně dobře lokalizovat. Jedná se o experimentální metodu terapie nádorů.

##### Infračervené záření
V principu se může aplikovat infračervené záření i celotělově. I když má podobné účinky jako mikrovlny, chová se mnohem více jako viditelné světlo. Klasicky se používají infračervené zářiče k ohřevu větších či menších ploch a struktur pod nimi uložených, např. k ohřevu vedlejších nosních dutin při jejich zánětu.[zdroj⁠?!]
Moderní experimentální aplikace s potenciálem v terapii nádorů využívá spojení vlastností IR záření pásma C a nanočástic, tzv. nanosfér. Tkáně toto záření absorbují jen relativně málo, ovšem není příliš obtížné zkonstruovat nanočástici, která by měla na odpovídající vlnové délce absorpční maximum. Díky tomu bude ta část těla (nádor), která bude infiltrována nanosférami, absorbovat mnohem více energie.[zdroj⁠?!]

## Terapeutický odvod tepla
Ochlazování snižuje intenzitu metabolismu. Chlad má analgetické účinky. Velmi nízké teploty lze použít i k cílené destrukci tkání.

### Lokální odvod tepla

#### Nedestruktivní ochlazování
Nedestruktivní ochlazování se provádí především z analgetických důvodů, tedy k mírnění bolesti. Chlad zároveň tlumí intenzitu probíhajícího zánětu, což může být komplikací, pokud je chlazena čerstvá rána.

##### Studené obklady
Studené obklady jsou nejběžnější aplikací. Používají se k mírnění bolesti u drobných úrazů a některých akutních stavů (např. bolesti zubů). Dalším využitím je mírnění zánětlivých procesů, např. v konzervativní terapii apendicitidy (známé "ledování").

##### Chladivé roztoky
Zejména jako první pomoc při drobných úrazech při sportu se používají spreje s těkavými alkoholy. Po nastříkání na povrch těla se alkohol rychle odpařuje a z povrchu těla odebírá své skupenské teplo varu. Pro subjektivně silnější pocit ochlazení se do takových sprejů přidává např. mentol.[zdroj⁠?!]

#### Destruktivní ochlazování
Destruktivní ochlazování (tzv. kryoablace) se provádí podchlazením části tkáně na teplotu hluboko pod nulou. Zmražená tkáň nekrotizuje a podle záměru odpadá nebo se jizví. Nejčastěji se používá při terapii bradavic a srdečních arytmií.

##### Terapie bradavic
Využívá se kombinovaného analgetického a destruktivního účinku chladu. Dermatolog k bradavici přitiskne štětičku namočenou v tekutém dusíku. Vlastní bradavice nekrotizuje, pacient obvykle necítí žádnou bolest.[zdroj⁠?!]

##### Terapie srdečních arytmií
Těžiště srdečních arytmií leží ve farmakoterapii. Pokud však tato terapie selže, lze některé typy řešit kardiochirurgicky pomocí metody zvané MAZE. Metoda spočívá v tom, že se srdeční předsíň záměrně zajizví tak, aby přes ni nemohly procházet arytmické výboje. Jizvení lze dosáhnout několika způsoby, jedním z nich je právě vymražení.[zdroj⁠?!]

### Celkové aplikace chladu
Celková aplikace chladu je poměrně málo používaná metoda. Poslední dobou se rozšiřuje popularita kryokomor, které spočívají ve velmi krátkém pobytu pacienta v prostředí s teplotou pohybující se podle typu v rozmezí -100 °C až -200 °C. Kryokomory mají poměrně široké spektrum indikací a velmi chudé rigorózní ověření klinické účinnosti v jakékoliv z těchto indikací.[zdroj⁠?!]